# Miniriye Vatansever
Miniriye Vatansever est une joueuse de volley-ball turque née le 3 novembre 1985. Elle mesure 1,78 m et joue au poste de réceptionneuse-attaquante. Elle totalise 18 sélections en équipe de Turquie.

## Clubs
| Club                               | De        | À         |
| ---------------------------------- | --------- | --------- |
| TED Ankara Kolejliler              | 2005-2006 | 2006-2007 |
| Şahinbey Belediye                  | 2007-2008 | 2007-2008 |
| Ankara Tarımspor                   | 2008-2009 | 2008-2009 |
| TED Ankara Kolejliler              | 2009-2010 | 2012-2013 |
| Ereğli Belediye                    | 2013-2014 | 2013-2014 |
| Beşiktaş İstanbul                  | 2014-2015 | 2014-2015 |
| Sarıyer Belediyesi                 | 2015-2016 | 2016-2017 |
| Bolu Belediyespor                  | 2017-2018 | 2017-2018 |
| Büyükçekmece Voleybol Akademisi SK | 2018-2019 | 2018-2019 |
| Sarıyer Belediyesi                 | 2019-2020 | …         |